# Kto się w opiekę
Kto się w opiekę – polska pieśń religijna napisana w 1579 przez Jana Kochanowskiego, jako poetycki przekład psalmu 91 – Qui habitat in adiutorio Altissimi. Melodię dokomponował nieznany artysta w XVII wieku.
Najstarszy zapis pochodzi ze Śpiewnika Kościelnego księdza Michała Marcina Mioduszewskiego, wydanego w Krakowie w 1838. Zmieniono wtedy nieznacznie, dla celów wokalnych, oryginalny tekst Kochanowskiego.
Pieśń uległa popularyzacji w XVIII i XIX wieku i była śpiewana nie tylko w kościołach, ale także z okazji uroczystości świeckich i patriotycznych.